# 鳳翔院殿
鳳翔院殿（ほうしょういんでん、? - 天正18年6月12日（1590年7月13日））は、安土桃山時代の女性。北条氏政の継室。名は不詳。

## 生涯
永禄12年（1569年）6月に氏政の正室で武田信玄の娘である黄梅院が病死した。そのため、後妻として迎えられたのが鳳翔院殿である。
存在が確認できるのは天正10年（1582年）まで下っている（『相州御道者日記』）。出自についても現在まで判明せず、その頃の氏政の政治的立場からすると、近隣の戦国大名家からは見当たらず、京都の公家か京都下りの食客の娘の可能性が高いとされる。
小田原城が豊臣秀吉の軍勢に包囲されて籠城戦が行なわれている最中の6月12日に死去した。この死亡日は氏政の生母・瑞渓院と同日のため、自害の可能性も指摘されている。戒名は鳳翔院殿寄雲宗祥大禅定尼（『伝心庵過去帳』）。